# Platentaube
Die Platentaube (Gallicolumba platenae), auch Mindoro-Dolchstichtaube genannt, ist eine seltene Taubenart aus der Gattung der Dolchstichtauben (Gallicolumba). Sie ist auf der philippinischen Insel Mindoro endemisch. Das Artepitheton ehrt den deutschen Forscher Carl Constantin Platen.

## Merkmale
Die Platentaube erreicht eine Größe von 30 Zentimetern. Kinn, Kehle und Unterseite sind weiß. In der Brustmitte befindet sich ein leuchtend oranger Flecken. Oberkopf, Nacken, Brustseiten, Obermantel und Brustseiten sind dunkelgrau mit einem schillernd grünen Glanz. Die übrige Oberseite ist dunkel kastanienfarben mit einem rötlich-violetten Glanz. Die kleinen und mittleren Flügeldecken zeigen große grau-weiße Spitzen. Der kurze Schwanz ist grau. Die grauen Oberschwanzdecken haben eine helle Subterminalbinde und helle Spitzen. Die Beine sind rot.

## Lebensweise
Über die Lebensweise der Platentaube ist nur wenig bekannt. Sie ist ein scheuer, überwiegend bodenbewohnender Vogel. Die Platentaube kann gut laufen und wenn sie aufgeschreckt wird, fliegt sie nur kurze Strecken. Zu ihrer Nahrung gehören die Früchte der Balete-Bäume Ficus stipulosa. Gelege, die aus zwei Eiern bestanden, wurden im März und April entdeckt; Jungvögel im Mai. Die Nester wurden in 1,5 beziehungsweise 2 Meter Höhe in den Ranken von Lianen und auf dem Ast eines Baumes errichtet. Einwohner, die 1995 befragt wurden, berichteten von einer Brutzeit zwischen Februar und Mai. Informationen über ihre Wanderungen liegen nicht vor.

## Bestand und Gefährdung
BirdLife International geht von einer groben Schätzung von zwischen 50 und 250 Exemplaren aus und stuft die Art in die Kategorie „vom Aussterben bedroht“ (critically endangered) ein. Durch die Rodung der Tieflandregenwälder wurde fast der gesamte Lebensraum dieser Art vernichtet. Im Jahre 1988 war nur noch eine Fläche von 120 km² bewaldet und nur 25 Prozent davon waren Regenwälder mit einem geschlossenen Kronendach. Bei der derzeitigen Rate an Waldverlusten auf Mindoro dürfte der gesamte Primärwald unterhalb von 900 m innerhalb von wenigen Jahren verschwunden sein. Die Wälder auf Siburan und im Mount Iglit Baco National Park sind durch fortschreitende Brandrodungslandwirtschaft und gelegentlichen selektiven Holzeinschlag gefährdet. Das Sammeln von Rattan ist eine Beeinträchtigung für die Unterholzvegetation. Dynamit-Sprengungen für den Marmorabbau stellen eine Gefährdung für die Wälder bei Puerto Gaera dar. Die Jagd mit Schlingen für die Nahrungsbeschaffung und für den Tierhandel sind zusätzliche Bedrohungen, insbesondere während der Trockenzeit zwischen Februar und Mai.